# Wiktar Bykau

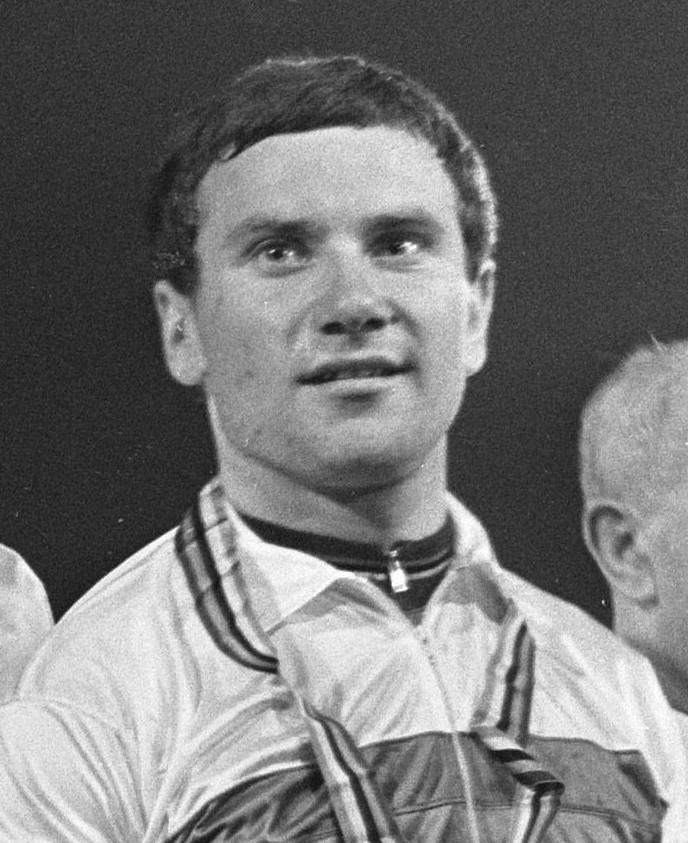
Wiktar Bykau (1967)

Wiktar Mikalajewitsch Bykau (russisch Виктор Николаевич Быков; belarussisch Віктар Мікалаевіч Быкаў; * 19. Februar 1945 in Simferopol) ist ein ehemaliger belarussischer Radrennfahrer und Weltmeister im Radsport.

## Sportliche Laufbahn
Bykau war in der Sowjetunion aktiv und Bahnradsportler. Er wurde auf der Krim geboren und übersiedelte mit seiner Familie nach Minsk, wo er mit dem Radsport begann.
Bei den UCI-Bahn-Weltmeisterschaften 1967 gewann der sowjetische Bahnvierer mit Stanislaw Moskwin, Michail Koljuschew, Wiktar Bykau und Dzintars Lācis die Goldmedaille in der Mannschaftsverfolgung. 1969 gelang der erneute Titelgewinn bei den Weltmeisterschaften mit Stanislaw Moskwin, Wladimir Kusnezow, Wiktar Bykau und Sergei Kuskow. Bei den UCI-Bahn-Weltmeisterschaften 1970 startete er in der Einerverfolgung und gewann beim Sieg von Xaver Kurmann die Bronzemedaille. In der Mannschaftsverfolgung kamen Stanislaw Moskwin, Wladimir Kusnezow, Wladimir Semenez und Wiktar Bykau auf den 3. Platz. 1971 wurde er Vierter im Weltmeisterschaftsturnier in der Mannschaftsverfolgung. Bei den UCI-Bahn-Weltmeisterschaften 1973 startete er erneut in der Mannschaftsverfolgung, konnte sich aber mit seinem Team nicht platzieren. Dies war sein letzter Einsatz für die sowjetische Nationalmannschaft.
Er war Teilnehmer der Olympischen Sommerspiele 1968 in Mexiko-Stadt. Dort kam der Bahnvierer mit Dzintars Lācis, Stanislaw Moskwin, Wladimir Kusnezow, Michail Koljuschew und Wiktar Bykau auf den 4. Rang. Bei den Spielen in München 1972 wurde der sowjetische Vierer mit Wiktar Bykau, Wladimir Kusnezow, Anatoli Stepanenko und Aleksander Judin auf dem 5. Platz klassiert.
1965 gewann er den nationalen Titel in der Einerverfolgung. 1966 verteidigte er den Titel gegen Stanislaw Moskwin. 1968, 1969 und 1971 wurde er Titelträger in der Mannschaftsverfolgung.

## Berufliches
1974 beendete er sein Sportstudium am belarussischen Institut für Körperkultur und wurde Trainer der Sportgemeinschaft Dynamo.